# 乡贤祠

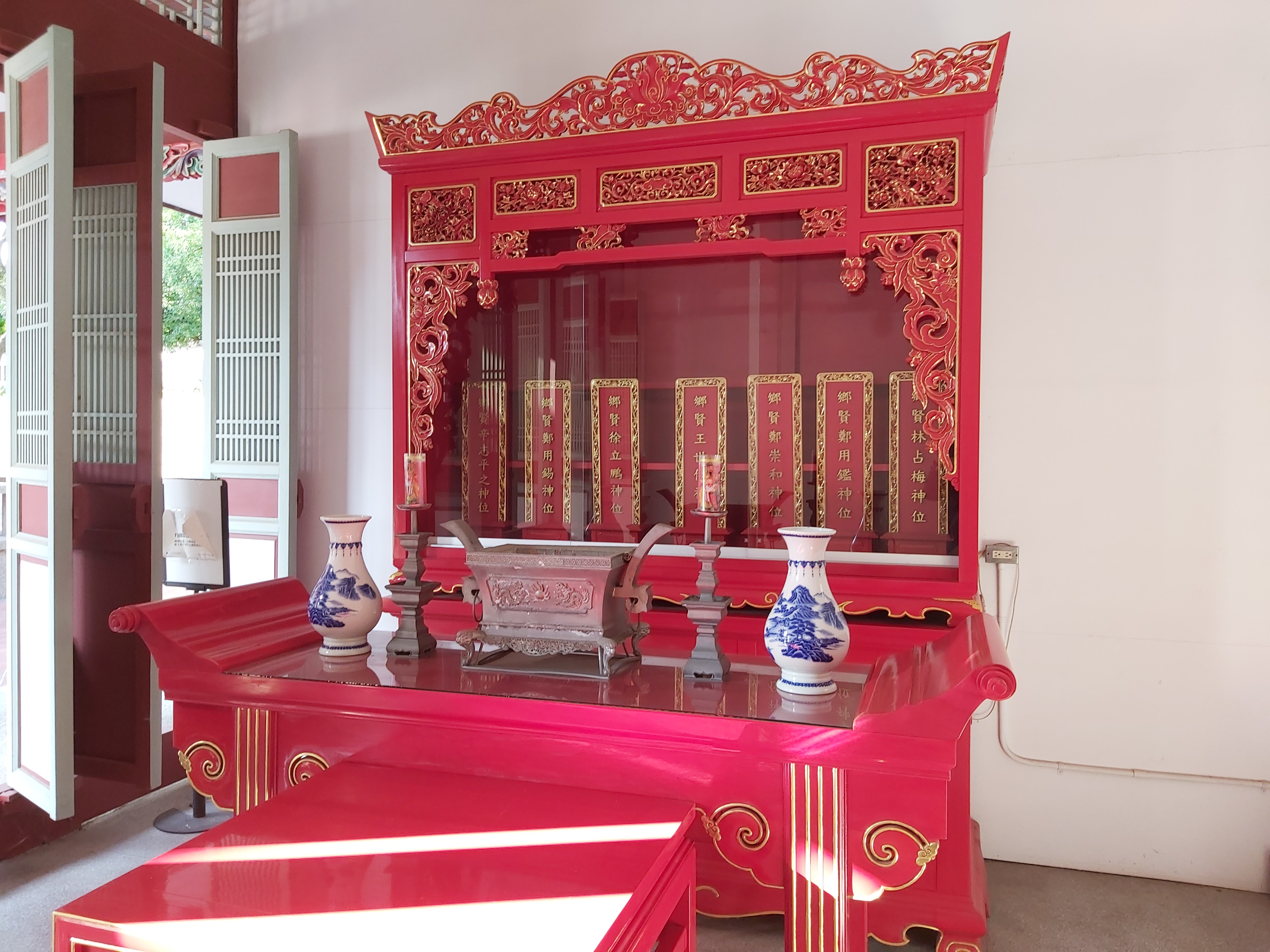
新竹市孔廟鄉賢祠

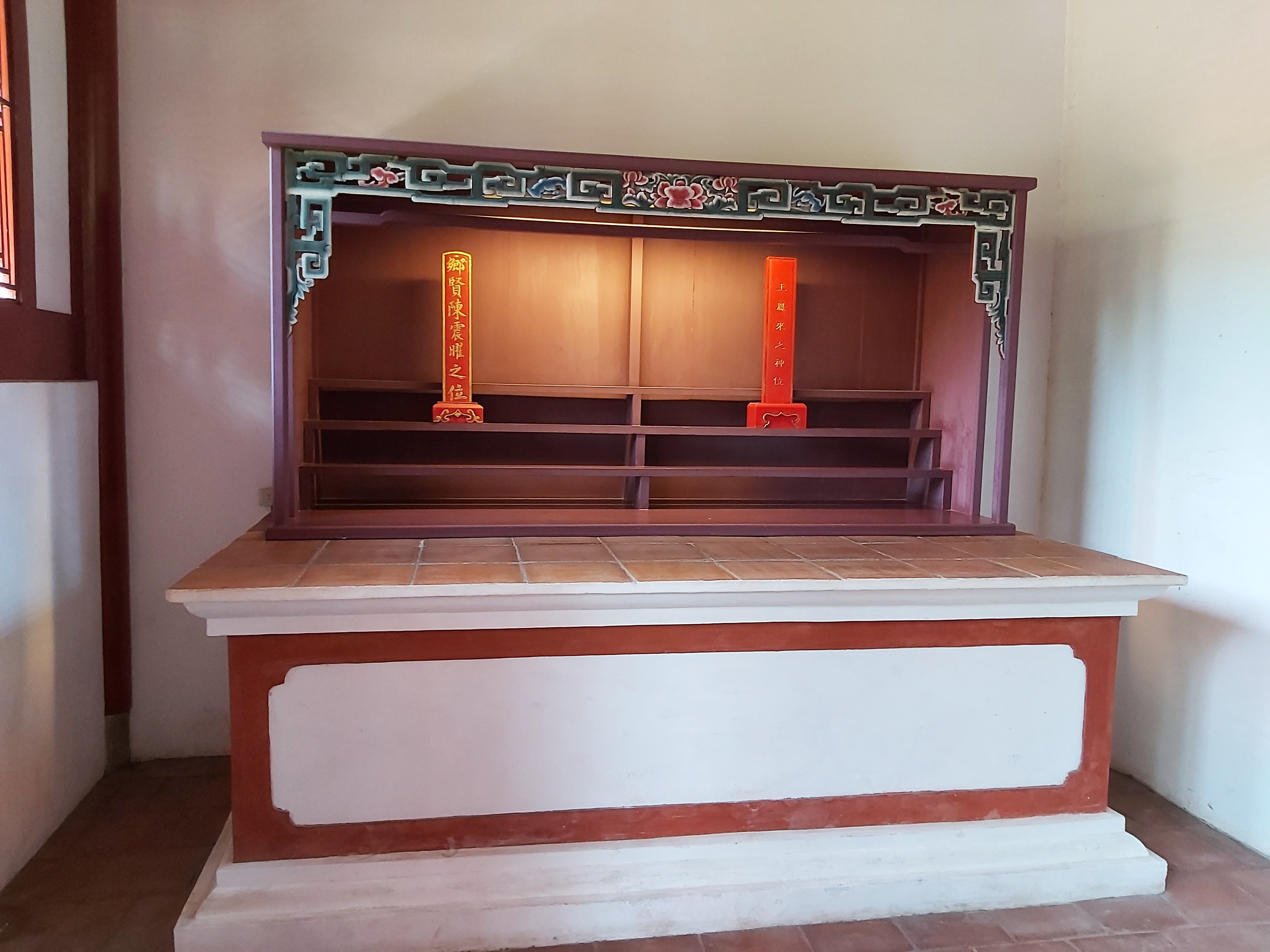
臺南孔子廟鄉賢祠

乡贤祠即祭祀乡贤的场所。乡贤，即出生在当地、学识或品行受人尊敬的人。据传说，周代时已经有在祠堂中祭祀乡贤的行为。宋代元代之后，乡贤祠渐渐与孔庙官学结合，成为庙学建筑群的一部分。明朝中期之后，祭祀乡贤的制度得到进一步的完善。 在一些地方，这一传统至今仍延续着,

## 台湾
清代臺灣鄉賢人物只有五人，嘉慶年間首位鄉賢王鳳來入祀，新竹縣的鄭崇和踵繼其後；至光緒年間，新竹鄭家的鄭用錫與鄭用鑑和嘉義縣人士陳震曜入祀。其選拔過程經福建巡撫於公堂上公議明白後，將候選鄉賢的職位、姓名、履歷等生平資料如實上奏朝廷後批准。朝廷禮部覆文批准後進行冊封鄉賢儀式，儀式後入祀在籍地孔廟附設的鄉賢祠。例如在台湾新竹市一位已故中学校长辛志平因推动教育发展有功，经政府审核通过後獲准入祀於當地的乡贤祠，成為繼王世傑、徐立鵬、鄭崇和、鄭用錫、鄭用鑑、林占梅等六名前人以後的第七位入祀者。
《臺灣通史》作者連橫曰：士為四民之首。讀書稽古，不能治國平天下，亦當鄉里稱善人。若其枉道曲文，頑嚚比周，則名教之賊也。臺灣開闢以後，風淳俗美，士之出入庠序者，多硜硜自守。而祀於鄉賢祠者五人，是則古之君子沒而祭於社也。詩曰：『有覺德行，四國順之』；有以哉！